# Claudio Corti (motorcoureur)

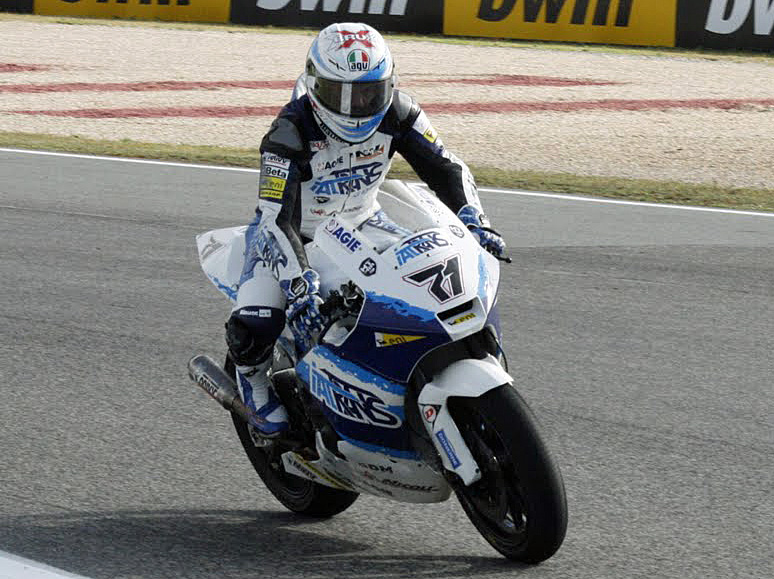
Claudio Corti op het Autódromo do Estoril in 2011.

Claudio Corti (Como, 25 juni 1987) is een Italiaans motorcoureur.
Corti maakte progressie op de motorsportladder, waarbij hij in 2004 tweede werd in het Italiaans kampioenschap Supersport. In 2005 stapte hij over naar het Europese Superstock 600 in het voorprogramma van het wereldkampioenschap superbike. Hij won dit kampioenschap met acht punten voorsprong op Yoann Tiberio. Hij eindigde in de eerste zeven races op het podium, waarin hij vijf overwinningen behaalde. In 2006 stapte hij over naar de FIM Superstock 1000 Cup en werd achter Alessandro Polita tweede met vier overwinningen. Ook werd hij dat jaar tweede in het Italiaans kampioenschap Superstock. In 2007 eindigde hij opnieuw als tweede in beide kampioenschappen. In 2008 viel hij in de FIM Superstock 1000 Cup terug naar de elfde plaats in de eindstand, maar werd wel tweede in het Italiaans kampioenschap superbike. In 2009 keerde hij weer terug naar zijn oude vorm in de FIM Superstock 1000 en werd achter Xavier Siméon opnieuw tweede op een Suzuki.
In 2010 maakte Corti zijn debuut in het wereldkampioenschap wegrace in de nieuwe Moto2-klasse op een Suter. Tijdens de vijfde Grand Prix in Groot-Brittannië behaalde hij verrassend zijn eerste pole position, maar eindigde de race slechts als dertigste. Zijn beste resultaat uit zijn debuutseizoen was een negende plaats in San Marino. In 2011 verbeterde hij deze positie naar een vierde plaats in Australië. In 2012 stapte hij over naar een Kalex, waarop hij in de Grand Prix van Frankrijk met een tweede plaats achter Thomas Lüthi zijn eerste podiumplaats behaalde. Hij eindigde dit seizoen als veertiende in het kampioenschap en in de laatste race in Valencia maakte hij met een wildcard zijn MotoGP-debuut op een Inmotec, maar viel uit in deze race. Aan het einde van dat jaar maakte hij ook zijn debuut in het wereldkampioenschap superbike tijdens het raceweekend op het Circuit Magny-Cours op een Kawasaki als eenmalige vervanger van David Salom en eindigde in deze races als negende en twaalfde.
In 2013 maakte Corti zijn fulltime debuut in de MotoGP op een FTR Kawasaki. Hij eindigde zes keer in de punten en werd negentiende in de eindstand. In 2014 keerde hij niet terug in de MotoGP, maar maakte zijn fulltime debuut in het wereldkampioenschap superbike op een MV Agusta. Met een achtste plaats op Magny-Cours als beste resultaat werd hij zeventiende in het kampioenschap. In 2015 keerde hij vanaf het raceweekend in Duitsland terug in de MotoGP op een Yamaha Forward als vervanger van de eerst geblesseerde en daarna naar Aprilia vertrokken Stefan Bradl.